# (17421) 1988 SW1
(17421) 1988 SW1 est un astéroïde troyen de Jupiter de 23,785 km de diamètre découvert en 1988.

## Description
(17421) 1988 SW1 a été découvert le 16 septembre 1988 à l'observatoire interaméricain du Cerro Tololo, un observatoire astronomique professionnel situé dans le désert d'Atacama, au nord du Chili, par Schelte J. Bus.

### Caractéristiques orbitales
L'orbite de cet astéroïde est caractérisée par un demi-grand axe de 5,14 UA, un périhélie de 4,63 UA, une excentricité de 0,010 et une inclinaison de 16,93° par rapport à l'écliptique. Du fait de ces caractéristiques, à savoir un demi-grand axe compris entre 4,6 et 5,5 UA et un périhélie inférieur à 0,3 UA, il est classé, selon la JPL Small-Body Database, astéroïde troyen de Jupiter du camp troyen. Il est situé au point de Lagrange L5 du système Soleil-Jupiter.

### Caractéristiques physiques
(17421) 1988 SW1 a une magnitude absolue (H) de 11,8 et un albédo estimé à 0,072, ce qui permet de calculer un diamètre de 23,785 km. Ces résultats ont été obtenus grâce aux observations du Wide-field Infrared Survey Explorer (WISE), un télescope spatial américain mis en orbite en 2009 et observant l'ensemble du ciel dans l'infrarouge, et publiés en 2011 dans un article présentant les résultats concernant 1 739 astéroïdes troyens de Jupiter et 349 candidats.